# Jonathan Larson
Jonathan David Larson (White Plains, 4 de febrero de 1960-Nueva York, 25 de enero de 1996) fue un autor teatral famoso por introducir importantes temas sociales, tales como el multiculturalismo, en sus trabajos. Sus obras son Superbia, Tick, tick... Boom! y Rent.

## Biografía
Larson nació en la ciudad de White Plains, en el estado de Nueva York, a unos 40 km al norte de Manhattan un 4 de febrero de 1960

### «Tick tick... boom!»
Tick, tick … Boom! cuenta la historia autobiográfica de Jonathan Larson (John en el texto) que parece tener un futuro prometedor, pero poca suerte. El joven neoyorquino se encuentra en un gran dilema cerca de cumplir los 30 años, preocupado por tomar la decisión correcta respecto a la carrera que deberá desempeñar en la vida.
Aunque el espectáculo es original de Larson, presenta algunas referencias y similitudes con Company, obra escrita por su ídolo y mentor, Stephen Sondheim (1930-2021). Sin embargo el toque de Larson es evidente, y a través de una sencilla anécdota nos lleva a su mundo, un mundo cruel, lleno de imperfecciones y muy real, que refleja el Nueva York de los años `90.
Tick, tick... Boom! se estrenó en 1990 en el Teatro Second Stage (en el Off Broadway) y
en noviembre de 1991 en el New York Theatre Workshop. Entonces se llamó «30/90 un monólogo rock» y fragmentos de «Superbia» una obra futurista que tomaron en cuenta para el monólogo, ambas con una fórmula teatral innovadora en aquellos tiempos.
Después de la muerte de Larson en 1996, la productora Victoria Leacock solicitó a David Auburn (autor y ganador del premio Pulitzer por Proof) que reconfigurara la pieza, convirtiéndolo de un monólogo a un espectáculo de tres actores en escena. En este sentido, la estructura es curiosa y creativa, ya que un solo actor interpreta a Jon durante todo el Show, mientras los otros dos interpretan a un número mayor de personajes, además de esto se logró hacer el libreto más compacto, entendible y ejecutable en un solo acto.
Las mejoras de Auburn consolidan una propuesta significante y más acorde al género, pero respetando las ideas originales. Y es que cuando Larson presentó el show original, lo hizo con toda la intención de atraer al joven productor Jeffrey Seller para que invirtiera en sus trabajos. Seller se convirtió en el fan número uno de los trabajos de Larson, de hecho fue quien promovió con gran fuerza hasta lograr trasladar Rent a Broadway. Esto puede plantear un problema en cuanto a la autoría real del texto y es que efectivamente aunque el texto teatral es una versión de Auburn, tanto el libreto original, las letras de las canciones y la letra de las mismas son del propio J. Larson.
En años más cercanos, una producción Off-Broadway del musical se llevó a cabo en el Teatro Jane Street, iniciando el 23 de mayo de 2001 permaneciendo hasta el 6 de enero de 2002. La producción recibió varias nominaciones por parte del los Premios Drama Desk, incluyendo Outstanding Musical, y ganó el premio Outer Critics Circle para Outstanding Off-Broadway Musical; Raúl Esparza quién interpretaba a Jon, ganó el Premio OBIE, como mejor actuación.
Tick, tick... boom! abrió en West End, Londres, en la Menier Chocolate Factory el 31 de mayo de 2005 permaneciendo hasta el 3 de septiembre de 2005. El mismo año en California abrió una producción en el Teatro Rubicon con la dirección de Scott Schwartz quien había dirigido las versiones del 2001 Off-Broadway y West End.
Musicalmente su base está en el rock pero presenta desde baladas hasta música country, e incluso algunos fragmentos de las composiciones de su maestro Sondheim y Bernstein.
Aunque en general es mucho más ligera que Rent, Tick, tick... Boom! muestra las frustraciones, sentimientos, pesares y percepciones del joven compositor y que cualquiera, cerca que se encuentre o haya pasado por etapas de transición en su vida podrá identificarse, sin excederse en lo meloso.
Durante el colegio, Larson entró en contacto con su ídolo y mayor influencia musical Stephen Sondheim a quien ocasionalmente enviaba sus trabajos para revisión. Por ello en Tick, tick... Boom!, la canción llamada «Sunday» es un homenaje a Sondheim, quien regularmente escribía cartas de recomendación a Larson con varios productores y está basada en el final del primer acto de «Sunday in the Park with George» del propio mentor.

### La creación deRent
En 1989 un escritor de obras llamado Billy Aronson tuvo la idea de escribir un musical actual basándose en «La Bohème». Quería crear un musical inspirado en la ópera de Giacomo Puccini, en el que el «exquisito esplendor» del mundo de Puccini sería reemplazado con el ruidoso Nueva York moderno.
En 1989, Aronson le contó a Ira Weitzman su nueva idea con la intención de pedirle ayuda para encontrar colaboradores, y Weitzman puso a Larson en contacto con Aronson para que colaborara con el nuevo proyecto.
A Larson se le ocurrió el nombre de Rent como título del musical y sugirió que situaran la obra en el centro de Nueva York en lugar del Upper West Side (un barrio de Nueva York situado entre parque Central y el río Hudson), en donde Larson y sus compañeros de cuarto habían vivido en un departamento ruinoso. Durante un tiempo, sus compañeros y él tuvieron una estufa de madera ilegal debido a la falta de calefacción en su edificio; Larson también había salido durante cuatro años con una bailarina que solía dejarlo por otros hombres y, eventualmente, lo dejó por una mujer. Estas experiencias influyeron en los aspectos autobiográficos de Rent. Larson quería escribir sobre su propia experiencia y, en 1991, le preguntó a Billy si podía usar el concepto original en el que habían estado trabajando para hacer de Rent algo suyo. Llegaron a un acuerdo en el que, si Rent llegaba a Broadway, Larson compartiría los ingresos con Aronson. Eventualmente decidieron no ubicar el musical en el barrio SoHo ―en donde Larson había vivido―, sino en Alphabet City, en East Village.
Rent comenzó como una lectura dramática en 1993 en el Taller de Teatro de Nueva York, seguido por una producción de estudio que duró en escena tres semanas, un año después. Sin embargo, la versión que ahora es conocida mundialmente ―resultado de un proceso de colaboración y edición entre Larson, los productores y el director―, no fue presentado públicamente antes de la muerte de Larson. El espectáculo se presentó fuera de Broadway en la fecha prevista. Los padres de Larson (quienes de todas formas habían votado para ver el estreno), dieron su bendición en la apertura. En honor a la muerte de Larson, el día anterior al estreno oficial, el elenco acordó cantar la obra completa únicamente sentados detrás de las tres mesas de utilería que estaban en escena, pero para el momento en el que llegaron a la canción de La Vie Boheme, la energía había alcanzado tal grado que el elenco no pudo contenerse más y continuaron con el resto del espectáculo como estaba montado originalmente ―sin vestuarios y con el consentimiento del público y los padres de Larson―. Una vez finalizado el espectáculo, hubo un largo aplauso seguido por un silencio que fue quebrado por un miembro del público quien gritó «¡Gracias, Jonathan Larson!».
Rent llevó a cabo sus presentaciones con entradas agotadas y grandes multitudes. Finalmente se tomó la decisión de presentar el espectáculo en Broadway y abrió sus puertas al público en el Nederlander Theatre el 29 de abril de 1996.
Además del Taller de Teatro de Nueva York, Rent fue producida por Jeffrey Seller, quien tuvo contacto con la obra por primera vez al asistir a una de las presentaciones que hubo fuera de Broadway.
Por su trabajo en Rent, Larson fue premiado con el «Pulitzer Price for Drama», el Premio Tony por mejor musical, el «Mejor Guion Musical» y «Best Original Score»; el «Drama Desk Award» por libreto musical sobresaliente, el «Drama Desk Award» por música sobresaliente, y el «Drama Desk Award» por letra sobresaliente; el «New York Drama Critics Circle Award» por mejor musical; el «Outer Critics Circle Award» por mejor musical en la categoría de obras fuera de Broadway; y tres premios «Obie» por «guion sobresaliente», «letra sobresaliente» y «música sobresaliente».

## Muerte y éxito
A mediados de enero de 1996, a una semana del estreno, estaban ensayando  «What You Own» cuando Jon se desvaneció. Fue llevado al hospital, donde se le diagnosticó una intoxicación de estómago. Más tarde, el propio Jonathan les explicó a sus amigos lo increíble que le resultaba que la última canción que hubiese escuchado, «What You Own», fuese la canción que él compuso sobre morir al final del milenio... Un par de días después, ante un incidente parecido los médicos dijeron que Jon tenía gripe.
La noche del 25 de enero de 1996, el día antes del primer pase privado oficial, Jonathan Larson acudió al ensayo final de vestuario de Rent. Un periodista del New York Times acudió a entrevistarle. Era el 100 aniversario de La bohème. Nadie se había dado cuenta antes de entonces. Off-the-record, el periodista le comentó a Jon que la obra era ―en su opinión― un maravilloso éxito. Cansado, Jon volvió a casa. Calentó un poco de agua para el té y murió. Padecía síndrome de Marfan y sus indisposiciones eran los síntomas de una fatal disección aórtica por un aneurisma de aorta.
Rent se convirtió en uno de los mayores éxitos de Broadway, representándose a lo largo del mundo con idéntico resultado... Incluyendo su adaptación cinematográfica gracias a Chris Columbus.